# Giebing (Vierkirchen)
Giebing ist ein Ortsteil der Gemeinde Vierkirchen im oberbayerischen Landkreis Dachau.

## Lage
Das Pfarrdorf liegt östlich des Kernortes Vierkirchen an der Kreisstraße DAH 4. Östlich verläuft die Bundesstraße 13, durch den Ort fließt der Rettenbach. Zu dem südlich des Rettenbachs gelegenen Altort gesellte sich im späteren 20. Jahrhundert nördlich des Baches ein etwas davon abgesetztes Mischgebiet.

## Geschichte
Giebing ist wie Gramling (früher Gramilingen) vermutlich im 9. oder 10. Jahrhundert entstanden. Der Ort wird 1123 erstmals genannt, als dort ein Adelsgeschlecht existierte, das im Dienst der Dachauer Grafen und später der Wittelsbacher stand.
Die frühesten nachweisbaren Grundherren waren die Kammerberger, die den Ort als Hofmark Giebing bezeichneten. Diverse Besitzerwechsel der Hofmark sind bis Anfang des 19. Jahrhunderts zu verzeichnen. Das Giebinger Schloss wurde bereits 1804 wegen Baufälligkeit abgebrochen. 1833 kaufte Freiherr von Vequel die Gräflich Haßlangsche Hofmark. Die Freiherren von Vequel hatten kurz vorher bereits die Hofmark Kammerberg erworben und blieben bis heute die Schlossherren auf Schloss Kammerberg.
Die 1818 mit dem bayerischen Gemeindeedikt gebildete Gemeinde Giebing mit ihrem Ortsteil Gramling wurde im Rahmen der Gemeindegebietsreform am 1. Juli 1972 nach Vierkirchen eingegliedert.

## Sehenswürdigkeiten
In der Liste der Baudenkmäler in Vierkirchen (Oberbayern) sind für Giebing vier Baudenkmäler aufgeführt, unter anderem die spätgotische katholische Pfarrkirche St. Michael und das ehemalige Pfarrhaus.

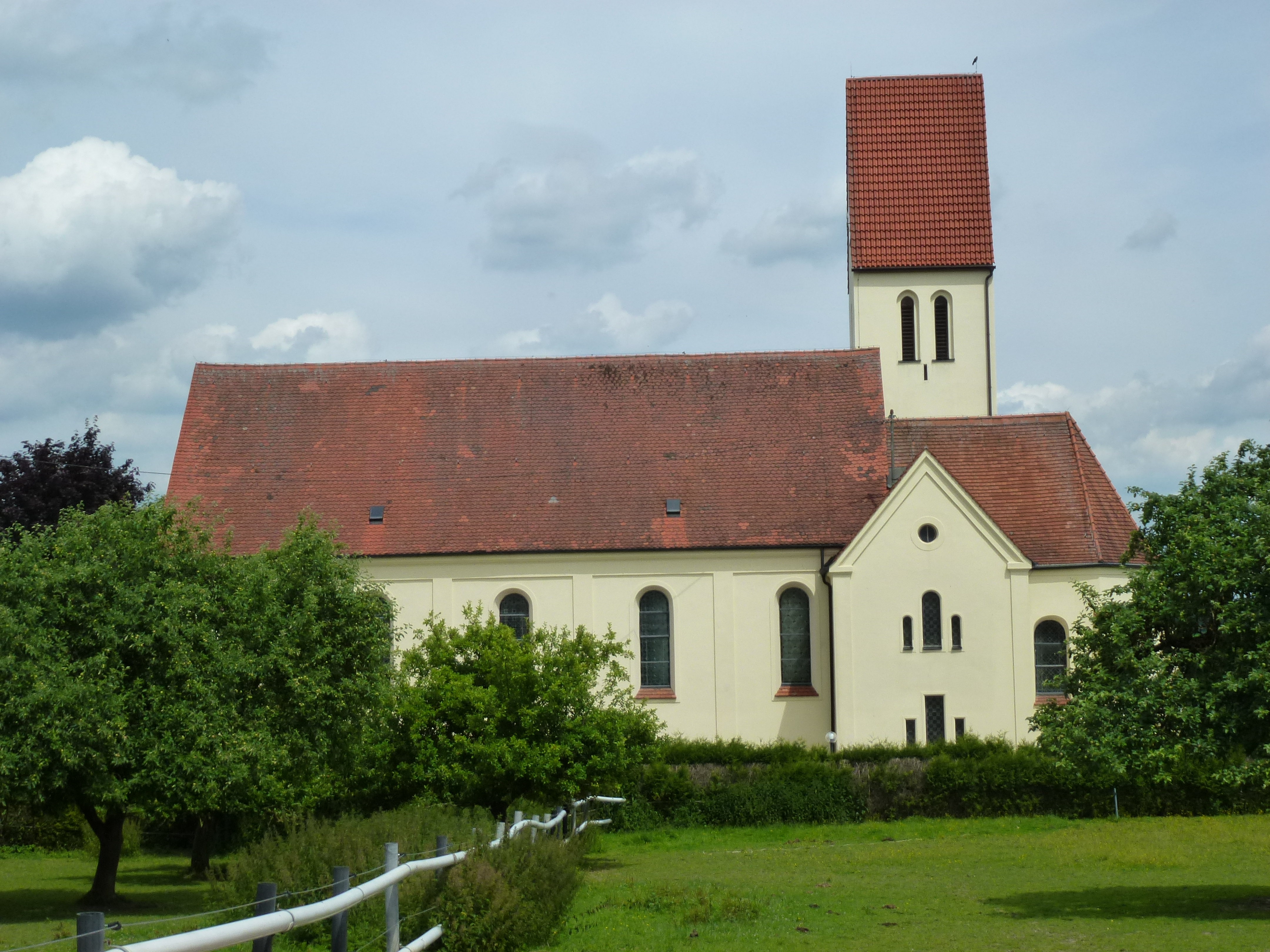
Pfarrkirche St. Michael
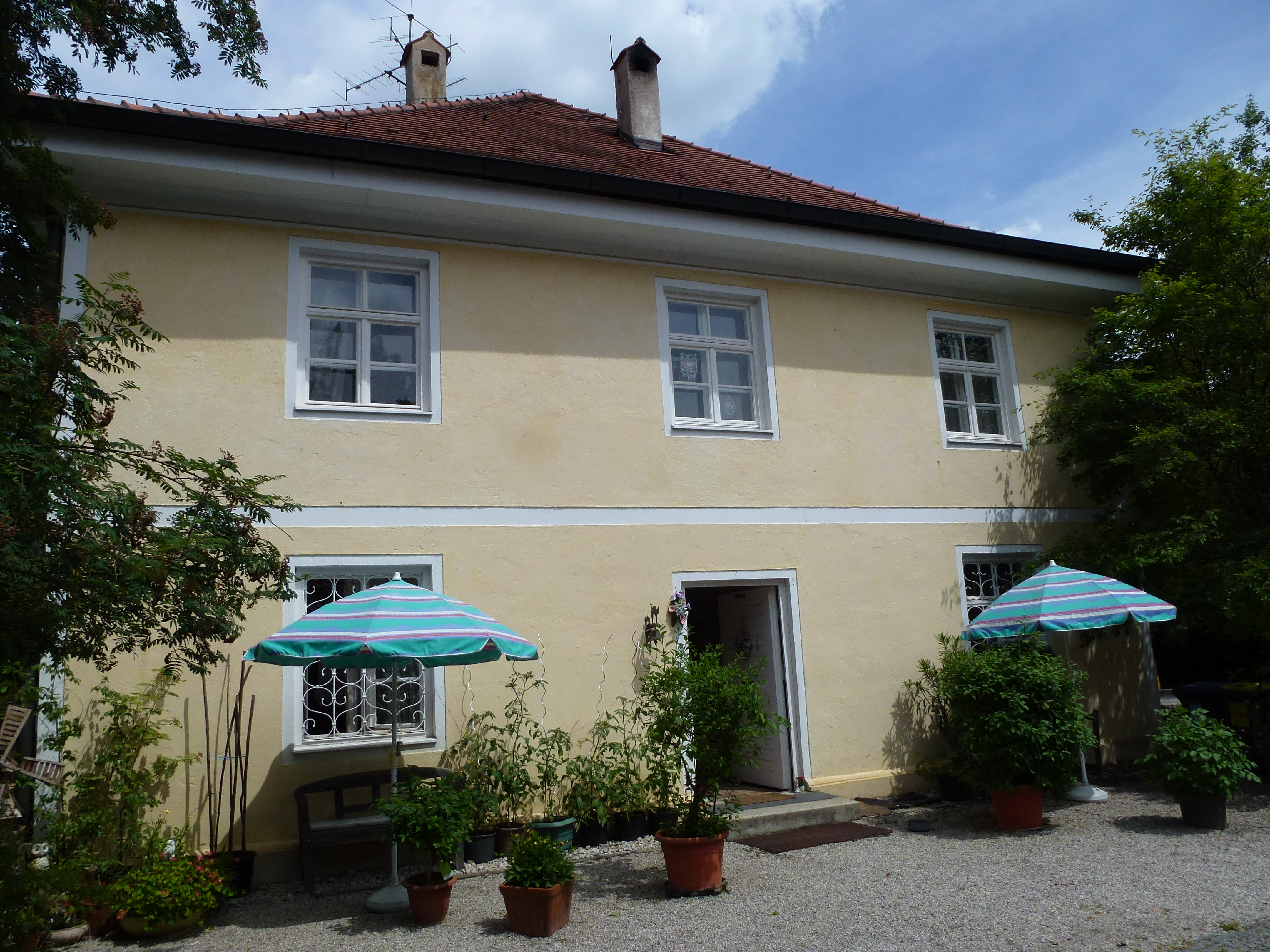
Pfarrhaus
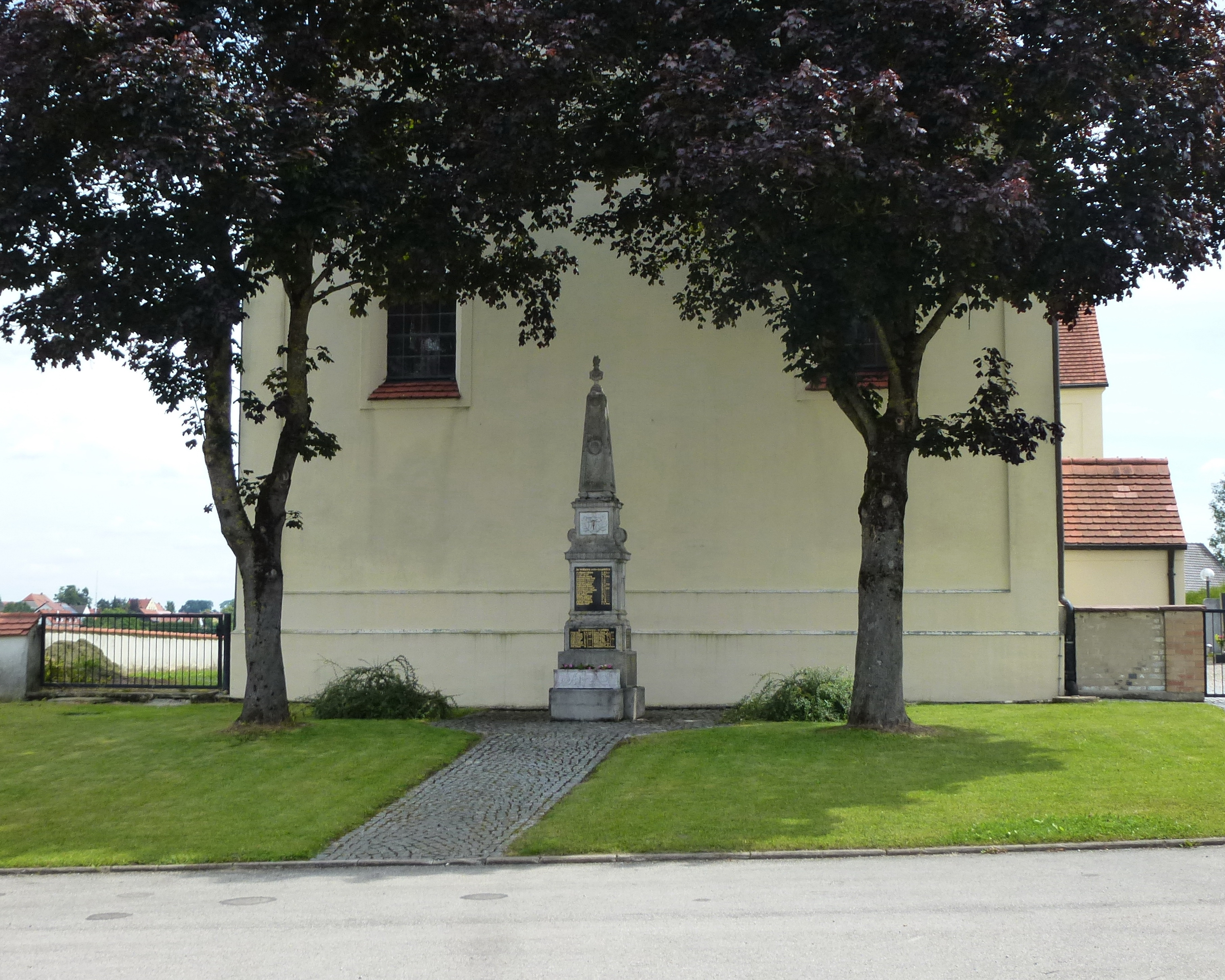
Kriegerdenkmal vor der Pfarrkirche